# The Adventures of Rain Dance Maggie
The Adventures of Rain Dance Maggie – pierwszy singel z dziesiątego albumu studyjnego I’m with You, kalifornijskiej grupy Red Hot Chili Peppers.
8 czerwca 2011 w artykule magazynu Rolling Stone David Fricke opisał utwór jako mieszankę hard-popowego klasycznego funku w stylu Red Hot Chili Peppers, z żywą linią basu i marszowym rytmie w stylu disco, przywodzącym na myśl późne lata siedemdziesiąte.
Teledysk muzyczny został nakręcony 30 lipca 2011 na dachu jednego z budynków dzielnicy Venice w Los Angeles.